# エド・はるみ物語
『恋を捨て夢に駆けた女〜エド・はるみ物語〜』（こいをすてゆめにかけたおんな -ものがたり）は、2008年11月7日にフジテレビジョン系列の「金曜プレステージ」枠にて放映されたテレビドラマである。視聴率11.0%。
エド・はるみの自伝エッセイ「成人式は二度終えております」の映像化であり、エド本人が自身を演じている。

## キャスト
- 田所晴海：エド・はるみ（本人役。劇中ではエド・はるみという芸名は使用していない）
- 水沢志郎：西村和彦
- 木下健太郎：山崎銀之丞
- 松浦あい子：小川菜摘
- 朝田麻奈：渚あき
- 須藤：螢雪次朗
- 菊池隆則
- 松浦美紀：今野真菜
- 加神監督：坂本あきら
- 中根：魏涼子
- 三谷翔太
- 黒石えりか
- 嶋崎伸夫
- 木村祐一：木村祐一（本人役）
- ラッキィ池田：ラッキィ池田（本人役）
- 小倉佐知代：あき竹城
- 秋山隆一：佐戸井けん太
- 田所修作：綿引勝彦
- 田所早苗：香山美子

ほか

## スタッフ
- 原作：エド・はるみ「成人式は二度終えております」（ヨシモトブックス刊）
- 脚本：南千尋
- 監督：鶴巻日出雄
- 企画：濱潤
- 選曲：山川繁
- 技術協力：ビデオフォーカス
- 美術協力：山崎美術
- 音響効果：東洋音響
- 企画協力：吉本興業
- ラインプロデューサー：八木欣也
- プロデューサー：挟間忠行
- 製作：フジテレビ、ジャパンプロデュース

| スタブアイコン | サブスタブ | この項目は、まだ閲覧者の調べものの参照としては役立たない、テレビ番組に関連した書きかけの項目です。この項目を加筆・訂正などしてくださる協力者を求めています（P:テレビ/PJ:放送または配信の番組）。 |